# 哈羅德·希爾曼
哈羅德·希爾曼（英語：Harold Hillman，1930年8月16日—2016年8月5日）是一名英國科學家和死刑執行方法神經生物學專家。他出生於倫敦。

## 理論
希爾曼堅持認為，在電子顯微鏡下看到的細胞結構不過是偽影，這在生物領域引起了爭議。他堅持認為，多達90%的大腦是由「一種幾乎是液體的細顆粒物質」組成的，而且大腦只有兩種細胞類型，而不是四種。
主流科學家認為，由於固定技術已與其他分析技術進行了比較，因此無法解釋為什麼所有不同的技術都會產生相同的假象。
希爾曼的主要研究領域是神經生物學和復甦學，他在這方面的工作基本沒有爭議。

## 慈善事業
希爾曼是國際特赦組織的創始成員之一，後來為該慈善機構撰寫研究報告。

## 職業生涯
希爾曼於1965年至1989年擔任薩里大學生理學教授，1989年因受到失去終身教職的威脅而提前退休。他在1996年寫道：「我相信，我是英國唯一一位因為自己的科學觀點而失去終身教職的學者。」
1997年，他因其報告「不同方法執行死刑時可能經歷的痛苦」而榮獲搞笑諾貝爾獎和平獎。
2016年8月5日，希爾曼因心臟衰竭安詳去世，享壽85歲。

## 個人生活
希爾曼的父親大衛·希爾曼（David Hillman）是著名的彩色玻璃生產商，什穆爾·伊查克·希爾曼的兒子。他的兄弟是艾利斯·希爾曼和梅爾·希爾曼。他是前任以色列總統伊萨克·赫尔佐克的堂兄弟。